# Söderbergska priset
Det Söderbergska priset är ett vetenskapligt pris som vartannat år tilldelas forskare inom ekonomi eller rättsvetenskap och vartannat år inom medicin. Prissumman är en miljon svenska kronor.
I det första fallet utses priset genom Kungl. Vetenskapsakademien och i det andra genom Svenska Läkaresällskapet. Priset utdelas för insatser av högt vetenskapligt värde, vilkas verkningar uppenbarats de senaste tio åren. Priset är tänkt att lyfta fram betydande insatser och att stimulera fortsatt forskning och utveckling inom ämnesområdena.
Det Söderbergska priset instiftades 1986 gemensamt av Torsten och Ragnar Söderbergs Stiftelser. Från 2014 står Torsten Söderbergs Stiftelse ensamt bakom priset.

## Pristagare
- 1986 Rolf Luft, medicin
- 1987 Assar Lindbeck, ekonomi
- 1988 Nils G. Kock, medicin
- 1989 Kurt Grönfors, ekonomi
- 1990 Per Björntorp, medicin
- 1991 Lars E.O. Svensson, ekonomi
- 1992 Per-Ingvar Brånemark, medicin
- 1993 Bertil Bengtsson, ekonomi
- 1994 Jan Holmgren och Ann-Mari Svennerholm, medicin
- 1995 Torsten Persson, ekonomi
- 1996 Björn Dahlbäck, medicin
- 1997 Anders Agell, ekonomi
- 1998 Jan-Åke Gustafsson, medicin
- 1999 Jörgen W. Weibull, ekonomi
- 2000 Anders Björklund och Olle Lindvall, medicin
- 2001 Per Henrik Lindblom, ekonomi
- 2002 Hans G. Boman, medicin
- 2003 Lars Calmfors, ekonomi
- 2004 Anita Aperia, medicin
- 2005 Nils Jareborg och Jan Ramberg, ekonomi
- 2006 Catharina Svanborg och Lars Björck, medicin
- 2007 Per Krusell, ekonomi
- 2008 Felix Mitelman, medicin
- 2009 Lennart Pålsson, juridik
- 2010 Lars Klareskog, medicin
- 2011 Bertil Holmlund, ekonomi
- 2012 Christopher Gillberg, medicin
- 2013 Maarit Jänterä-Jareborg, rättsvetenskap
- 2014 Leif Groop, medicin
- 2015 Tore Ellingsen och Magnus Johannesson, ekonomi
- 2016 Kaj Blennow, medicin
- 2017 Ingen utdelning
- 2018 Markus Heilig, medicin[3]
- 2019 Ingen utdelning